# Societatea de Gimnastică Arad
Societatea de Gimnastică Arad, SG Arad sau pe scurt SGA a fost cel dintâi club sportiv de pe teritoriul României, care a avut secțiune fotbal. Clubul a fost fondat în 1879. 

## Istoric
După exportul fotbalului în lume (1876) datorat lucrătorilor englezi de la căile ferate, în anul 1888, la Arad, se pomenește în hrisoavele timpului despre un grup de tineri care bat mingea pe terenurile virane din împrejurimile orașului. „ ... bara porții adusă de tineri urma, după joc, să fie dusă undeva pentru a fi în siguranță.” După numai doi ani, în 1890, tot la Arad, medicul stomatolog Iuliu Weiner aduce de la Londra unde-și făcuse studiile, prima minge de fotbal precum și regulile noului joc. Weiner face o entuziastă propagandă jocului dar în cele din urmă demonstrațiile sale sunt interzise de conducătorii mișcării sportive din acea vreme. Pus „în afara legii” fotbalul este jucat de tinerii care învățau în străinătate organizându-se meciuri cu scop de divertisment cu formații alcătuite spontan. 
La 5 iulie 1899 se înființează la Arad „Societatea de fotbal Arad”. Primul meci consemnat de presa locală a avut loc în data de 15 august ora 17 pe terenul viran din apropierea Uzinelor de Vagoane. La foarte scurt timp societatea se desființează fiind înlocuită, la 25 august, de către „Clubul Atletic Arad”. Însă este posibil să fi revenit la vechiul nume în perioada Interbelică. La 25 octombrie are loc un meci cu echipa Politehnica Budapesta care câștigă cu scorul de 10-0.

## Referinte
- Istoria Fotbalului[nefuncțională]